# Grammostola anthracina
Grammostola anthracina is een spin uit de familie vogelspinnen (Theraphosidae) en lid van het geslacht Grammostola.

## Voorkomen
De soort komt voor in Brazilië, Uruguay, Paraguay en Argentinië.